# بيل جونستون (تنس)
بيل جونستون (بالإنجليزية: Bill Johnston)‏ مواليد 2 نوفمبر 1894 في سان فرانسيسكو، الولايات المتحدة - الوفاة 1 مايو 1946 في سان فرانسيسكو، الولايات المتحدة، كان لاعب كرة مضرب أمريكي بدأ مسيرته كمحترف سنة 1913 وكان يلعب باليد اليمنى، اعتزل اللعب في 1928. كما أنه أحد أبطال الجراند سلام. أعلى تصنيف له في الفردي كان المركز الـ 1 في سنة 1919.

## بطولات حققها
- بطولة ويمبلدون

## النهائيات

### الفردي: 9 (الألقاب 3, الوصافة 6)
| الحصيلة | السنة | الدورة                          | المنافس         | النتيجة                  |
| الفوز   | 1915  | البطولات الوطنية الأمريكية 1915 | موريس ماكلوغلين | 1–6, 6–0, 7–5, 10–8      |
| الوصافة | 1916  | بطولة أمريكا المفتوحة للتنس     | أر نوريس وليامز | 6–4, 4–6, 6–0, 2–6, 4–6  |
| الفوز   | 1919  | البطولات الوطنية الأمريكية 1919 | بيل تيلدن       | 6–4, 6–4, 6–3            |
| الوصافة | 1920  | بطولة أمريكا المفتوحة للتنس     | بيل تيلدن       | 1–6, 6–1, 5–7, 7–5, 3–6  |
| الوصافة | 1922  | بطولة أمريكا المفتوحة للتنس     | بيل تيلدن       | 6–4, 6–3, 2–6, 3–6, 4–6  |
| الفوز   | 1923  | بطولة ويمبلدون 1923             | فرانسيس هنتر    | 6–0, 6–3, 6–1            |
| الوصافة | 1923  | بطولة أمريكا المفتوحة للتنس     | بيل تيلدن       | 4–6, 1–6, 4–6            |
| الوصافة | 1924  | بطولة أمريكا المفتوحة للتنس     | بيل تيلدن       | 1–6, 7–9, 2–6            |
| الوصافة | 1925  | بطولة أمريكا المفتوحة للتنس     | بيل تيلدن       | 6–4, 9–11, 3–6, 6–4, 3–6 |

## روابط خارجية
- بيل جونستون على موقع رابطة محترفي التنس (الإنجليزية)
- بيل جونستون على موقع الاتحاد الدولي لكرة المضرب (الإنجليزية)
- بيل جونستون على موقع كأس ديفيز (الإنجليزية)
- بيل جونستون على موقع قاعة مشاهير كرة المضرب الدولية (الإنجليزية)
- بيل جونستون على موقع خلاصة التنس.كوم (الإنجليزية)